# Arminius
Cet article concerne le chef de guerre germain. Pour le théologien protestant, voir Jacobus Arminius.
Caius Julius Arminius (ou Armenius), né vers 17 av. J.-C. et mort vers 21, connu également en Allemagne sous le nom de Hermann der Cherusker, est un roi chérusque, connu pour avoir anéanti trois légions romaines au cours de la bataille de Teutobourg, une des plus cuisantes défaites infligées aux Romains. Il est le fils de Segimerus, un aristocrate chérusque,. 
En sa qualité de fils d'aristocrate, il devient otage et est élevé à Rome comme un citoyen romain, devenant membre de l'ordre équestre. De retour en Germanie, il devient l'homme de confiance du gouverneur Varus tout en fomentant en parallèle une rébellion. Il finit par être assassiné par des Germains, qui craignaient son pouvoir devenu trop important et autoritaire.
Il a été, en Allemagne, présenté comme un héros national dans une partie de la littérature et par la mouvance nationaliste pangermaniste, participant à un mythe fondateur.

## Étymologie
Connu également en Allemagne sous le nom de Hermann der Cherusker, le nom d’Arminius représente, selon certains, peut-être une variante latinisée d'Irmin, théonyme fondée sur le proto-germanique *erminaz, adjectif ayant le sens de « vaste, énorme, immense » (> vieux haut allemand, vieux saxon irmin-, anglo-saxon eormen, vieux norrois iǫrmun- cf. Herminones ou Irminones, ethnonyme germanique), à moins qu'Irmin ne représente l'altération de l'épithète d'une divinité, plutôt que le théonyme lui-même.
Cependant, selon Louis Guinet, cette théorie se heurte au fait que les Germains ne portaient jamais le nom d'une divinité ou de leur épithète. Irmin peut difficilement avoir été latinisé en Arminius ou Armenus qui doit être plutôt un surnom latin, tout comme celui de Flavus, son frère. Le fait que le héros mythologique Siegfried soit parfois identifié à Arminius fait montre d'une certaine pertinence, indépendamment d'une possible interprétation de faits historiques recouverts par le mythe. En effet, il était de coutume chez les Germains d'associer au nom des enfants, un des éléments du nom du père, généralement composé de deux éléments. Ainsi, si son père s'appelait réellement Sigimer / Segimer, il est probable que le nom germanique d'Arminius ait commencé par l'élément Sig- / Seg-.
Arminius a été germanisé en « Hermann » (qui signifie « homme d'armée » ou « guerrier »), au XVIe siècle par Martin Luther, qui voulait utiliser un personnage antique et héroïque pour symboliser son combat contre Rome.

## Notice biographique

### Contexte
Sous le règne d'Auguste, l'empire romain connut une expansion sans précédent. Pour sécuriser les frontières de la Gaule, l'empereur lance plusieurs campagnes à l'est du Rhin pour soumettre les nations germaniques. Les Germains, nom que leur a donné Jules César, ne constituent pas un peuple unifié, ils sont divisés en dizaines de nations, elles-mêmes divisées en centaines de familles. La région est moins structurée que celle rencontrée par les Romains en Gaule (moins d'homogénéité ethnique, pas de villes, guerres incessantes entre les Germains). Certaines nations germaniques résistent, mais d'autres s'allient avec Rome comme les Chérusques, un des peuples germaniques dont le territoire se trouve sur les deux rives de la Weser. Il est alors courant chez les Romains de prendre des fils d'aristocrates alliés comme otages. Cette coutume a pour but de s'assurer de la fidélité des élites en place et, en élevant ces enfants comme des Romains, qu'ils servent plus tard les intérêts de l'empire auprès des leurs.

### Jeunesse et citoyenneté romaine

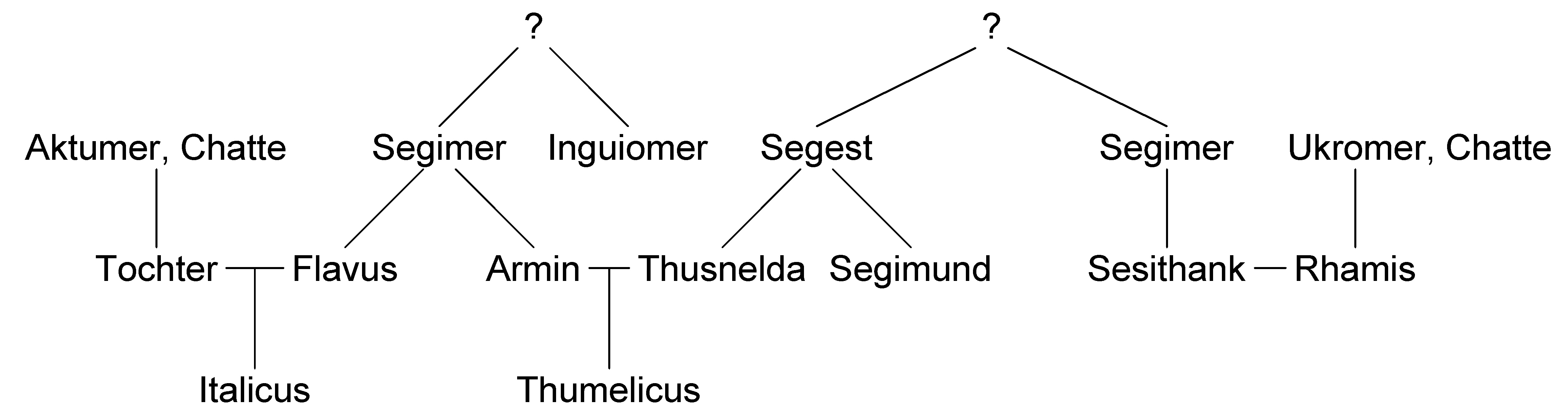
Reconstruction possible de la généalogie de la famille d’Armin (Armenius) selon les sources romaines

Les détails de la vie d’Arminius avant la bataille de Teutoburg sont mal connus.
Caius Julius Arminius est né vers -18/-17. Il aurait été le fils de Segimerus (Sigimer), roi chérusque. Son père est qualifié de princeps gentis eius « prince parmi les siens » par l'historien Velleius Paterculus. Le nom de sa mère n'est pas mentionné, cependant on sait qu'elle était encore de ce monde en l'an 16. 
Segimerus, tout comme son oncle Inguiomerus (Inguiomer), est chef du parti pro-romain au sein des Chérusques. Il confie Arminius aux Romains, celui-ci est alors âgé de 10 ans, ainsi que son frère Flav[i]us "le blond". Ils atteignent probablement Rome en l'an -9 et suivent les cours d'une école qu'Auguste avait spécialement fait construire sur le Palatin pour les enfants d'otages germains. Jeune homme, il suit ensuite l'enseignement militaire romain, et est décrit comme « un jeune homme exceptionnellement doué pour un Germain ». 
Vers l'an 4 ap. J.-C., Arminius commande un détachement auxiliaire de cavalerie composé de mercenaires chérusques au service de Rome, probablement à l'occasion des guerres de Pannonie dans la péninsule balkanique. Si les faits de guerre d'Arminius ne sont pas connus, on sait qu'il obtient peu après la citoyenneté romaine d'ordre équestre, la plus haute distinction qu'un Germain puisse obtenir,. Selon Tacite, ses propos étaient fréquemment accompagnés d'expressions latines. Son frère, centurion, fut décoré à plusieurs reprises. Son beau-père, Ségeste, avait également la citoyenneté romaine.

### Retour en Germanie
En 7/8 ap. J.-C., il revient en Germanie du nord, où l'Empire romain a établi son autorité sur les territoires à l'ouest du Rhin et cherche maintenant à l'étendre jusqu'à l'Elbe, sous le commandement du gouverneur militaire Publius Quinctilius Varus. Ce gouverneur, nouvellement nommé et parent d'Auguste, est un homme expérimenté qui a déjà exercé en Syrie et durement réprimé une révolte juive. Auguste décide également d'y envoyer ensuite Arminius, choix approuvé par Varus.
Depuis qu'Arminius est arrivé enfant à Rome, les Romains ont progressé à l'est du Rhin. Ils ont aménagé des camps fortifiés le long des rivières de la Lann, la Lippe et du Main, rivière permettant aux Romains de s'enfoncer vers l'est. Haltern am See est le plus grand de ces camps, capable d'accueillir trois légions et destiné à devenir le centre de la nouvelle province. En été, les troupes romaines partent établir des camps d'été plus à l'est, vers la Weser. Les légions progressent d'abord par bateaux en suivant la Lippe, puis par voie terrestre. Les trois légions sont accompagnées par une foule de civils, marchands, forgerons et différents corps de métiers et des familles. Arminius est envoyé en éclaireur à la tête de troupes auxiliaires, composées de Germains, chargées de sécuriser la voie.
La position du camp d'été de Varus reste discutée, mais des découvertes en 2008 le situeraient dans un coude de la Weser. Le but d'un tel camp est d'imposer la loi romaine dans la région. Plus tard, l'écrivain romain Velleius Paterculus critiquera la manière dont Varus l'administra alors qu'il estimait celle-ci non encore totalement soumise. La collecte de l'impôt sur des villages à peine auto-suffisants et l'application du droit romain aux dépens du droit coutumier germain valurent aux Romains d'être détestés des populations locales.
À la fin de l'été de l'an 9 ap. J.-C., les légions romaines se préparent à regagner leurs quartiers d'hiver sur le Rhin. Arminius, alors âgé de vingt-cinq ans, commence ses intrigues pour unir les différentes nations germaniques et contrecarrer les efforts romains pour incorporer leurs territoires à l'Empire tout en continuant de commander pour les Romains les troupes auxiliaires. Il doit convaincre les souverains germains dont certains sont des alliés de Rome et en tirent avantage, dont le Chérusque Ségeste. Ce dernier essaye même de prévenir Varus, sans le convaincre, la veille du départ des Romains.
Les motivations du retournement d'Arminius ne sont pas connues, et font l'objet de discussions entre historiens (identité germaine, désir de régner sur son peuple voire sur l'ensemble des Germains, rivalité avec Varus...). Il n'existe aucune source sur ce point.

### La bataille de Teutobourg
À l'automne, à la bataille de Teutobourg, Arminius et les peuples germaniques qui ont constitué une alliance (Chérusques, Marses, Chattes et Bructères), tendent une embuscade à l'armée romaine qui comprend les XVIIe, XVIIIe et XIXe légions ainsi que trois détachements de cavalerie et six cohortes d'auxiliaires, au total environ 25 000 à 30 000 hommes commandés par Varus. C'est pour les Romains un désastre sans précédent. Des découvertes archéologiques récentes donnent à penser que l'emplacement précis, qui a fait longtemps l'objet de discussions, doit se situer près de la colline de Kalkriese à environ 20 km au nord-est d'Osnabrück. La bataille dure trois jours. Quand la défaite est certaine, Varus se suicide en se jetant sur son épée, et jamais par la suite les Romains ne tenteront une nouvelle fois de conquérir des territoires sur la rive droite du Rhin, fleuve qui constituera la frontière de l'Empire pour des siècles.
Ce désastre affecte profondément Auguste, à tel point que ce dernier met un terme à toute tentative d'expansion au-delà du Rhin. Dans ses nuits d'insomnie, on pouvait entendre Auguste (qui ne se rasait plus la tête ni le visage) se mettre à crier « Varus, rends-moi mes légions ! » (« Quintili Vare, legiones redde ! »).

### Suite des guerres contre Rome
Après cette éclatante victoire, Arminius tenta pendant plusieurs années d'obtenir que les nations germaniques s'unissent de façon permanente, afin de mieux résister à de nouvelles campagnes de conquête romaines. Mais les volontés d'Arminius de contrôler toute la Germanie a dû déplaire aux autres peuples, mais encore plus à l'aristocratie qui perdrait de son pouvoir, face à Arminius.
En l'an 13 de notre ère, Germanicus passe le Rhin à la tête d’une armée de 80 000 hommes, retrouve les morts des légions de Varus, les enterre dignement, et multiplie les raids de représailles sur les tribus avoisinantes.
Arminius résiste avec succès dans une série d'escarmouches et de batailles, et faillit  anéantir les troupes que commandait Aulus Caecina Severus. Celles-ci sont sauvées par l'indiscipline d'Inguiomer, oncle d'Arminius, qui attaque trop tôt le camp romain, ce qui épargne à Caecina le destin de Varus, mais le Romain doit tout de même abandonner son camp avec ses provisions et s'enfuir avec les effectifs qui lui restent, tandis que les guerriers d'Inguiomer se livrent au pillage.
En l’an 15 et 16, Germanicus fait de nouveaux raids contre les Germains, pille leurs villages, bat Arminius en 16 dans la plaine de Hastenbeck lors de la bataille d'Idistavisus Campus, puis une seconde fois sur le territoire des Angrivarii, et réussit à capturer sa femme Thusnelda, livrée par son propre père, Ségeste, qui veut se venger d’Arminius. En effet, alors qu’il avait promis sa fille à quelqu’un d’autre, elle s’était enfuie avec Arminius et l'avait épousé après la victoire de Teutobourg. Ségeste et son clan, alliés de Rome, s’opposaient à la politique d'Arminius, de même que Flavus, le propre frère d'Arminius. Thusnelda est emmenée à Rome pour y être exhibée à l’occasion du triomphe de Germanicus en l’an 17 ; elle disparaît alors des sources. Thumelicus, le fils d’Arminius qu’elle met au monde pendant sa captivité, est élevé par les Romains à Ravenne et, gladiateur, meurt dans l'arène avant d’avoir trente ans.
En dépit de ces deux dernières victoires, les pertes sont lourdes pour les Romains, qui se retirent définitivement à l'Ouest du Rhin.
Avec la fin de la menace romaine, une guerre éclate entre Arminius et Marobod, roi des Marcomans. Marobod finit par s'enfuir à Ravenne se mettant sous protection romaine, Arminius échoue à briser la « forteresse naturelle » de la Bohême, et la guerre se termine en impasse.
En 19 ap. J.-C., Germanicus meurt à Antioche, dans des circonstances laissant croire qu'il fut empoisonné par ses adversaires. Arminius meurt à son tour deux ans plus tard, en 21 ap. J.-C., assassiné par ses opposants politiques au sein des Chérusques, estimant qu'il devenait trop puissant.
Tibère aurait refusé l'offre qu'un Chatte de noble origine lui aurait faite d'empoisonner Arminius, déclarant : « Ce n'est pas en secret, par trahison, mais ouvertement et par les armes que le peuple de Rome se venge de ses ennemis ».

## Héritage

### Jusqu'à l'époque moderne
L'historien romain Tacite écrit à propos d'Arminius : « Il fut sans aucun doute le libérateur de la Germanie, un homme qui n'a pas, comme d'autres rois ou généraux, affronté Rome à ses premières étapes mais plutôt quand elle était au zénith de sa puissance. Dans les batailles, il a combattu avec un succès variable mais dans la guerre il est resté invaincu. Ses exploits survivent encore aujourd'hui dans les chants de son peuple… ».
Le personnage est oublié durant le Moyen Âge. À l'époque de l'humanisme et de la Réforme, Arminius, popularisé grâce à la redécouverte des écrits de Tacite, inspire nombre de littérateurs du Saint-Empire soucieux de défendre la cause « germanique » contre l'arrogance présumée de la Rome papale, à commencer par Ulrich von Hutten,. Si Arminius et les Germains symbolisent dans les tragédies françaises du siècle de Louis XIV (Georges de Scudéry, Arminius ou Les Frères ennemis, 1644, et Jean Galbert de Campistron, Arminius, 1684) le principe monarchique opposé au principe républicain incarné par Rome, dans la seconde moitié du XVIIIe siècle Jean-Grégoire Bauvin parvient à faire représenter à la Comédie-Française en 1772 un Arminius républicain où c'est à Rome d'incarner la corruption du principe monarchique et aux Germains la fierté républicaine.
Arminio (nom italien d'Arminius) est le titre de plusieurs opéras de la période baroque, composés par Heinrich Biber (Arminio, ossia chi la dura la vince en 1691), Alessandro Scarlatti (1703) sur un livret d'Antonio Salvi, Georg Friedrich Haendel (1737, livret adapté d'Antonio Salvi, voir ici), Johann Adolf Hasse (1745).

### Utilisation nationaliste à l'époque contemporaine
Arminius (germanisé en Hermann) devient ensuite un sujet de prédilection pour l'éveil et le déchaînement du nationalisme allemand : prince baroque au XVIIe siècle, il mue en héros national dans les Bardiete de Klopstock dès 1769, puis en héros antinapoléonien, voire antifrançais, au XIXe siècle, dès le drame La Bataille de Hermann de Heinrich von Kleist en 1808.
En 1875, en pleine époque des nationalismes européens, l'imposante statue d'Arminius, le Hermannsdenkmal, est achevée dans la célèbre forêt de Teutobourg, statue haute de plus d'une cinquantaine de mètres et sculptée par Ernst von Bandel. Ce monument érigé à partir de 1838 est le modèle de celui qui est érigé en l'honneur de Vercingétorix en 1865 par Napoléon III à Alise-Sainte-Reine, de même que le mythe d'Arminius engendre en réaction celui de Vercingétorix sur l'autre rive du Rhin, les deux personnages jouant un rôle essentiel dans la construction des stéréotypes nationaux de la France et de l'Allemagne,.
L'équipe de football du DSC Arminia Bielefeld tire son nom d'un dérivé féminisé d'Arminius. C'est le 3 mai 1905 que fut créé l'entité sportive sous le nom de 1. Bielefelder FC Arminia, avant de devenir DSC Arminia Bielefeld en 1926.
Durant la Première Guerre mondiale, le mythe d'Arminius est fortement exploité dans un but patriotique contre l'ennemi d'outre-Rhin, de même que dans les années 1920 par la droite nationaliste.
Après 1933, le souvenir d'Arminius reste fréquemment utilisé dans la littérature, avant tout dans des récits historiques destinés au peuple. Toutefois, les nazis se sont démarqués de ce personnage, puisque leur régime trouvait sa grande figure dans le Führer lui-même. Dans l'idéologie nationale-socialiste, le chef ne tirait plus de l'histoire la légitimité de son action politique et militaire, mais de sa propre volonté. Outre les aspects idéologiques, des questions de politique étrangère ont également joué un rôle dans cette distanciation par rapport à Arminius, en particulier le désir de ne pas blesser l'allié italien, qui se considérait comme héritier de l'Empire romain. 
En 1936, sur l'ordre de la chancellerie du Reich, lors d'une visite d'État de Benito Mussolini, le monument d'Arminius fut retiré du programme parce qu'on craignait d'offenser le visiteur. L'époque nazie n'a pas connu une seule manifestation spectaculaire devant le monument d'Arminius. Le manque d'intérêt pour le personnage qu'il représentait apparaît aussi dans le fait qu'aucune des unités des SS ou de la Wehrmacht, aucun plan de campagne, aucune opération de commandos, aucun navire n'a porté le nom d'Arminius. Une exception a été un canevas de tapisserie de Werner Peiner (de). En 1940, Hitler avait passé commande de huit tapisseries destinées à la galerie de marbre de la nouvelle chancellerie du Reich ; elles devaient représenter huit grandes batailles, en commençant par celle de Teutobourg. 
Pour le politologue Herfried Münkler, le peu d'intérêt des nazis pour le personnage d'Arminius vient du fait qu'ils s'intéressaient plus à l'expansion germanique qu'à la défense de la terre natale. Une autre explication, nous vient de l'historien Martin M. Winckler, selon lui, les nazis n'ont pas pu le mettre en avant durant leur mandat tout simplement car ce qu'Arminius avait réalisé de manière célèbre n'a pas duré dans l'histoire, mais seulement dans le mythe, la légende et la propagande. En d'autres termes, alors que tout le monde pouvait aisément discerner une ligne ininterrompue de continuité historique et impériale de Frédéric le Grand à Hitler, il y avait un fossé de plusieurs siècles entre Arminius et l'émergence d'une puissance allemande durable. Ce qui se situait entre les deux était une histoire obscure jusqu'au Moyen Âge allemand. Cependant il ne fait aucun doute que le Führer le portait en haute estime. Quand en 1944 les armées alliées ont pénétré jusqu'en Allemagne, il était désormais trop tard pour un renouveau du culte d'Arminius.

### Depuis la Seconde Guerre mondiale
Le personnage disparut à peu près de l'imaginaire ouest-allemand après 1945. Cependant, en République démocratique allemande, l'historiographie marxiste le mobilisa en opposant une Germanie aux « rapports de propriété pré-communistes » l'emportant sur la Rome esclavagiste.
En 2009, la chancelière allemande Angela Merkel célèbre le 2000e anniversaire de la victoire d'Arminius mais en inversant la perspective afin de dépasser son souvenir belliqueux. Les Allemands n'emploient plus le terme de Hermann, sauf pour la toponymie : le monument Hermann bien sûr, mais aussi des noms de rues et de places dans les villes allemandes, comme entre autres Hermannplatz à Berlin et sa station de métro, Hermannstraße et sa station de métro ainsi que sa gare.
Une série de bandes dessinées des années 2000, Les Aigles de Rome met en scène un prince chérusque, Ermanamer (dont le nom est romanisé Arminius), intégrant la légion pour plus tard trahir le Sénat romain et mener les tribus germaines unifiées contre l'Empire.
La société allemande Hermann Weihrauch Revolver GmbH fabrique à Mellrichstadt des revolver commercialisés sous le nom Arminius.
Il figure dans un épisode de la série documentaire Révoltes barbares (Barbarians Rising) d'Adam Bullmore en 2016.
En 2020, Netflix publie une série de 6 épisodes, Barbares, qui relate la conspiration d'Arminius avec les chefs germains contre Varus et la bataille de Teutobourg.

### Documentaire
- Révoltes barbares : Arminius (2016)

### Filmographie
- Barbares (2020), série de 6 épisodes produite par Netflix